# Willoughby (Ohio)
Willoughby é uma cidade localizada no estado norte-americano de Ohio, no Condado de Lake.

## Demografia
Segundo o censo norte-americano de 2000, a sua população era de 22.621 habitantes.
Em 2006, foi estimada uma população de 22.356, um decréscimo de 265 (-1.2%).

## Geografia
De acordo com o United States Census Bureau tem uma área de
26,5 km², dos quais 26,3 km² cobertos por terra e 0,2 km² cobertos por água.

## Localidades na vizinhança
O diagrama seguinte representa as localidades num raio de 8 km ao redor de Willoughby.